# W pustyni i w puszczy
W pustyni i w puszczy – powieść przygodowa dla młodzieży Henryka Sienkiewicza publikowana w odcinkach w latach 1910–1911 w dzienniku „Kurier Warszawski”, wydana w 1911 w Warszawie w wydawnictwie „Gebethner i Wolff”; przełożona na 21 języków (1985), stała się międzynarodowym bestsellerem.

## Fabuła
Akcja powieści zaczyna się w roku 1884 w Port Said rozmową 14-letniego Polaka Stasia Tarkowskiego i jego towarzyszki, 8-letniej Angielki Nel. Rozmawiają oni o zatrzymaniu w areszcie domowym żony sudańskiego dozorcy Smaina – Fatmy – i jej dzieci przez Anglików. Smain bowiem otrzymał pieniądze od rządu w celu wykupienia jeńców. Jednak zdradził, przywłaszczył sobie pieniądze i przyłączył się do powstania Mahdystów. Zatrzymując Fatmę i jej dzieci, rząd chce zmusić Smaina i przywódcę Sudanu – Mahdiego – do uwolnienia jeńców w zamian za Fatmę i jej dzieci, nie robiąc jej jednak krzywdy. Tymczasem zbliża się Wigilia. Staś dostaje na święta wymarzony sztucer, a Nel olbrzymiego psa – mastifa, o imieniu Saba, co po arabsku znaczy „lew”.
Tymczasem Fatma namawia jednego ze służących panów Tarkowskiego i Rawlisona – Chamisa – by razem ze swoimi kuzynami – Gebhrem i Idrysem – uprowadził Stasia i Nel, którzy mają posłużyć za „okup” dla Anglików za nią samą i jej dzieci. Wkrótce Chamis pod błahym pretekstem zabiera dzieci, po czym wraz z Gebhrem, Idrysem i dwoma nieznanymi z imienia Beduinami uprowadza je w pustynię. Zamierzają je zabrać do Omdurmanu do Smaina. W czasie wędrówki karawanę dogania Saba, którego Arabowie z początku chcą zabić, ale Chamis odwodzi ich od tego.
Rozpoczyna się długa, żmudna wędrówka przez pustynię. Dzieci wielokrotnie doznają okrucieństwa Gebhra, który kilkakrotnie bije korbaczem Stasia i chce zabić ich oboje. Najlepszy dla dzieci jest Idrys, skrycie podziwiający odwagę Stasia; dba on, by dzieci dotarły do Smaina całe i zdrowe. Podczas wędrówki karawana musi przeżyć m.in. burzę piaskową. Pewnego ranka Staś, korzystając z tego, że Arabowie śpią, usiłuje zabić wielbłądy za pomocą swego sztucera, by uniemożliwić dalszą wędrówkę. Przeszkadza mu Saba, który, nie wiedząc, co się dzieje, zaczyna szczekać i budzi śpiących Arabów.
W końcu docierają do Omdurmanu, gdzie Arabowie uczestniczą w modłach publicznych. Dzieci są świadkami czci, jaką muzułmanie sudańscy darzą Mahdiego. Na miejscu okazuje się jednak, że w Omdurmanie nie ma Smaina i konieczna jest dalsza podróż. Najpierw jednak z dziećmi chce się widzieć Mahdi. Dzieci spotykają Greka Kaliopuli, który radzi im, aby przyjęli islam. Staś nie zgadza się jednak.
Karawana zwiększa się o jedną osobę. Chory Idrys zostaje w Omdurmanie, ale Arabowie zabierają ze sobą niewolnicę o imieniu Mea i niewolnika o imieniu Kali (oboje z różnych afrykańskich plemion). Gebhr często znęca się nad Kalim. Dinah umiera. Karawana dociera daleko na południe Sudanu, na tereny gdzie Smain łapał niewolników. Tam napotykają na wielkiego lwa. Staś zwraca się do Gebhra i Chamisa, by dali mu strzelbę, po czym zabija lwa. Zaraz potem chłopiec, wykorzystując okazję, zabija Gebhra, Chamisa i obu Beduinów. Staś, Nel, Kali i Mea są wolni, ale zagubieni na nieznanych terenach Afryki.
Wkrótce okazuje się, że Kali jest dziedzicem tronu w państwie Wa-Himów. Postanawiają  tam wyruszyć. Pewnej nocy na ich obozowisko napadają lwy. Bohaterom udaje się ukryć na drzewie, a Sabie w krzakach, ale wygłodniałe koty zabijają konie. Podróżnicy docierają do starego wąwozu zablokowanego głazem. Napotykają w nim wycieńczonego głodówką słonia, którego Staś i Kali chcą zabić i zjeść, ale Nel nie pozwala im na to i zamierza zwierzę oswoić. Nadają mu imię King (Król).
Nel choruje na febrę. Zrozpaczeni Staś, Kali i Mea szukają pomocy. Staś napotyka nieoczekiwaną pomoc w osobie szwajcarskiego podróżnika Lindego, który kilka dni wcześniej został ranny w wyniku spotkania z dzikiem. Ma jednak chininę – lekarstwo na febrę. Wkrótce Linde umiera na gangrenę, a Staś przygarnia jego 12-letniego czarnoskórego służącego Nasibu i dzięki chininie od Lindego udaje mu się wyleczyć Nel. Za pomocą ładunków wybuchowych uwalnia już oswojonego Kinga.
5-osobowa karawana razem z Sabą i Kingiem przenosi się na górę (niewielki płaskowyż), którą Staś i Nel nazywają górą Lindego i tam spędzają pewien czas. Staś uczy Kalego strzelać i chrzci Kalego, Meę i Nasibu. Wtedy też ujawnia się przydatność Kinga. Pewnego dnia Nasibu atakuje goryl. Na ratunek rusza Saba, ale jest za mały; dopiero King zabija goryla.
Bohaterowie wyruszają, aby odnaleźć lud Wa-Himów. Następnie docierają do wioski plemienia M’Rua. Plemię, widząc Stasia ujeżdżającego olbrzymiego słonia, natychmiast oddaje mu cześć. Po drodze napotykają jeszcze kilka takich plemion z podobnym skutkiem. Autorytet Stasia gwałtownie zwiększa się, gdy pewnego dnia ratuje Nel i zabija ogromnego lamparta.
Wkrótce karawana dociera do siedziby Wa-Himów, którzy są oblegani przez swego odwiecznego wroga – Samburów. Staś zbiera gromadę rozproszonych wojowników i przeprowadza – przy pomocy rac i karabinów – udany atak na obóz wroga. Widząc zamieszanie król Wa-Himów i ojciec Kalego przychodzi im z odsieczą, lecz sam zostaje zabity podobnie jak król Samburów. Po wygranej wojnie Kali chce zabić całe plemię Samburów (a zwłaszcza syna ich wodza – swojego rówieśnika Faru). Staś namawia jednak oba plemiona, aby żyły w zgodzie. Następnie przyjmują one chrześcijaństwo. Nieufni pozostają jedynie dwaj szamani – M’Kunje i M’Pua.
Staś, Nel i Saba ruszają w stronę posiadłości brytyjskich nad Oceanem Indyjskim eskortowani przez Kinga i część Wa-Himów, w tym Kalego. Kali zabiera też M’Kunje i M’Puę, aby ci nie podburzyli ludu przeciw niemu. Kończy się to tragicznie: pewnej nocy czarownicy kradną wszystkie zapasy wody, a napotkany lew lub lampart zabija ich obu i wypija całą wodę. Wykończeni podróżnicy napotykają angielski patrol pod wodzą znanego im kapitana Glena i doktora Clarego. Od Glena i Clarego dzieci dowiadują się, że Mahdi zmarł na zawał serca.
Kali wraca do swojego kraju i zostaje królem Wa-Himów. King zostaje umieszczony w ogrodzie zoologicznym, a dzieci wracają do ojców. Dzieci przez wiele lat się nie widzą. Spotykają się jako dorośli i zakochują się w sobie. Po zawarciu związku małżeńskiego najpierw mieszkają w Anglii, a po podróży do miejsc w Afryce, w których byli razem jako dzieci oraz po śmierci ojca Nel, zamieszkują w Polsce.

### Bohaterowie
Bohaterowie główni:

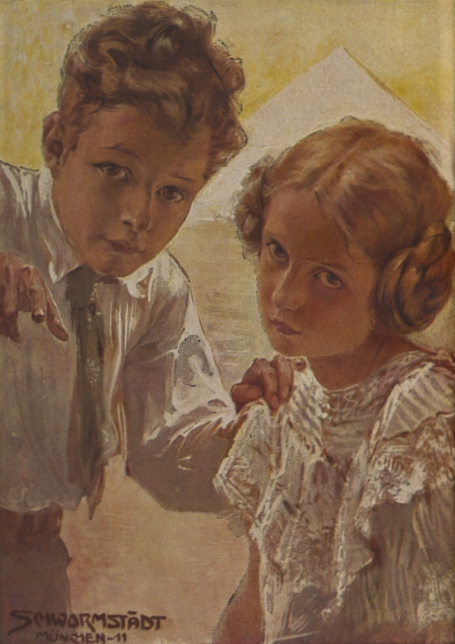
Bohaterowie na ilustracji książkowej z 1925 roku

- Staś Tarkowski – czternastoletni Polak. Syn starszego inżyniera zatrudnionego przy rewizji robót przy wale i przy pogłębianiu łożyska Kanału Sueskiego.
- Nel Rawlison – ośmioletnia Angielka, córka jednego z dyrektorów budowy Kanału Sueskiego.

Bohaterowie drugoplanowi:
- Kali – czarnoskóry służący i towarzysz dzieci, przywódca Wa-Himów
- Mea – czarnoskóra służąca, pochodząca z plemienia Dinka. Miała długie nogi, była smukła i szczupła. Została ofiarowana Nel po śmierci Dinah, kiedy dziewczynce zabrakło piastunki. Wychowywała się nad brzegiem Nilu. Była bardzo przywiązana do Nel i zakochała się w Kalim. Chciała umrzeć razem z nim, kiedy razem w czasie ostatniego etapu podróży konali z pragnienia na pustyni.
- Chamis – uczestniczył w porwaniu Stasia i Nel. Przedtem był służącym ojców Nel i Stasia. Za jego pośrednictwem porwane zostały dzieci. Przy porwaniu nie okazywał żadnych uczuć w stosunku do dzieci, dlatego Staś zabił go bez skrupułów. W ekranizacjach książki jego postać została wybielona: ma opory przy porwaniu i dobrze traktuje dzieci, a ginie od noża Gebhra, ratując Nel.
- Idrys – jeden z Beduinów, służący Mahdiemu,
- Gebhr – groźny towarzysz i brat Idrysa; nie był tak miły dla dzieci, jak Idrys, który zawsze mówił, żeby nie czynić im niczego złego.
- Władysław Tarkowski – ojciec Stasia, polski patriota, karany za udział w powstaniu styczniowym, zbiegł z zesłania i podjął pracę jako inżynier przy budowie Kanału Sueskiego.
- Pan Rawlison – serdeczny przyjaciel Władysława i ojciec Nel, jeden z dyrektorów Kompanii Kanału Sueskiego, czyli przedsiębiorstwa w formie spółki akcyjnej, zajmującego się budową i modernizacją tego kanału.
- Saba – pies towarzyszący dzieciom
- King – oswojony przez Nel słoń

### Inspiracje
- Gdy w sierpniu 1908 Sienkiewicz wraz z żoną mieszkał w rudawskim domu z wieżyczką, codziennie rano przynosił mu świeże mleko lubiany przez niego miejscowy chłopiec Staś Tarkowski. Jego imię i nazwisko otrzymał później główny bohater powieści.
- Pierwowzorem Nel była 10-letnia adoptowana córka przyjaciela Sienkiewicza – Wandzia Ulanowska[2].
- Inspiracją dla charakteru stosunków łączących Stasia i Nel były relacje dwojga dziecięcych bohaterów powieści Jeanie Gould Gwiazda przewodnia, na którą Sienkiewicz natrafił u swojej znajomej – Teofili Szumlańskiej[3].

## Adaptacje i nawiązania

### Ekranizacje
Powieść została dwukrotnie sfilmowana – w 1973 przez Władysława Ślesickiego (w rolach głównych Tomasz Mędrzak i Monika Rosca) oraz w 2001 przez Gavina Hooda (Adam Fidusiewicz jako Staś i Karolina Sawka jako Nel). W obu przypadkach z nakręconego materiału zostały stworzone jednocześnie film kinowy i miniserial telewizyjny. Wersja z 1974 roku jest bliższa pierwowzorowi literackiemu.

### Kontynuacje
W roku 1993 powstała nieoficjalna kontynuacja powieści pt. Powrót do Afryki, autorstwa Wojciecha Sambory. Wbrew zapowiedziom, nie wydano kolejnych części.
W roku 2005 powstał komiks internetowy Nowe przygody Stasia i Nel i w 2007 jego drukowane rozwinięcie Pierwsza brygada, wykorzystujące postaci bohaterów powieści Sienkiewicza.
We wrześniu 2014 roku wydana została powieść Leszka Talko Staś i Nel. Zaginiony klejnot Indii, której akcja rozgrywa się dwa lata po wydarzeniach z oryginalnej powieści.
W 2017 roku Andrew Anzur Clement opublikował (po angielsku) Keepers of the Stone, trylogię historyczno-fantazyjną, która była częściowo zainspirowana przez powieść Sienkiewicza.

### Nawiązania
W latach 1961–1962, reportażysta i miłośnik powieści Sienkiewicza, Marian Brandys, napisał dwie książki (Śladami Stasia i Nel oraz Z panem Biegankiem w Abisynii) z podróży do Afryki, podczas której odwiedził wiele miejsc opisanych u Sienkiewicza.
W 2001 Wiesław Kot, w ramach cyklu Fakty i Mity, napisał książkę W pustyni i w puszczy – prawda i legenda, w której opisał m.in. okoliczności powstania powieści, historię jej zdobywania popularności – również za granicami kraju, pierwsze i ostateczne próby ekranizacji itp.
Przy okazji powstawania obu filmów, wydano kilka pozycji i albumów o samych filmach i aktorach (w tym, Z Tomkiem i Moniką w pustyni i w puszczy, Władysława Ślesickiego). Prasa, szczególnie w latach 1970., pełna była relacji z planu zdjęciowego, a aktorzy po dziś dzień bywają zapraszani do programów telewizyjnych i wywiadów prasowych. W roku 2001 w stacji Polsat emitowany był program Klub przyjaciół Stasia i Nel.
W 2014 Leszek Talko opublikował kontynuację powieści pod tytułem Staś i Nel: Zaginiony klejnot Indii.

## Krytyka
W pustyni i w puszczy stał się współcześnie przedmiotem krytyki, skupiającej się na obecności tej książki na liście lektur szkolnych, mimo nieadekwatności XIX-wiecznych europejskich wyobrażeń Afryki i jej ludności prezentowanych przez pisarza do wiedzy historycznej, etnologicznej i potrzeb współczesnego wychowania. W szczególności Ludwik Stomma oceniał ją jako „bezkrytyczną apologię dziewiętnastowiecznego kolonializmu” z jednostronnym przedstawieniem wszystkich poza „białymi panami”. Zarzuca jej m.in. jednostronnie negatywne i pogardliwe ukazanie postaci Mahdiego, który był przywódcą antykolonialnego ruchu narodowowyzwoleńczego, z pominięciem masowej eksterminacji tamtejszej ludności przez brytyjskie władze kolonialne tłumiące powstanie. Nadto zarzuca Sienkiewiczowi ukazanie tubylczej ludności jako prymitywnej i wręcz ograniczonej umysłowo, pomimo opublikowania pomiędzy wyprawą Sienkiewicza do Afryki a napisaniem powieści wielu fundamentalnych prac etnologicznych dotyczących tego kontynentu i jego mieszkańców. Zdaniem Stommy co prawda: „ich powszechnie dostępne dzieła zdezaktualizowały się dzisiaj; między przedstawionymi w nich obserwacjami na temat życia społecznego, wierzeń, obyczajów, wiedzy plemion afrykańskich a fantazjami współczesnego im Sienkiewicza jest jednak ośmieszająca przepaść”. Maciej Gdula dopowiadał, że W pustyni i w puszczy to powieść, która „uczy poczucia wyższości wobec ludzi innych ras, pokazuje, jak celebrować własną kulturę i pogardzać kulturą obcą, oraz uzasadnia dominację silnych nad słabymi”. Gdula stwierdzał, że choć „Sienkiewicz oferował nam lepsze samopoczucie jako członkom białej rasy ku pokrzepieniu serc podczas zaborów”, przesłania książki nie sposób usprawiedliwić.